# Eupithecia richteri
Eupithecia richteri là một loài bướm đêm trong họ Geometridae.